# イランイランノキ
イランイランノキ（学名: Cananga odorata）は、バンレイシ科イランイランノキ属に分類される樹木の1種である。東南アジア原産であるが、世界中の熱帯域で栽培され、香料や材、観賞用に利用されている。特に花から抽出される精油はさまざまな香水に使用され、またアロマテラピーにも用いられている。低木から高木であり、葉は互生、葉腋から垂れ下がって咲く花は最初は緑色だが黄色くなり、強い匂いを放つ（図1）。
「イランイラン（ylang ylang）」の名はタガログ語で「花の中の花」を意味する alang-ilang に由来し、また属名の Cananga は、インドネシアのアンボン島での現地名 kananga に由来する。

## 特徴
低木から高木、ふつう高さ6–18メートル (m) だが、大きなものは 33 m になる（下図2a）。樹皮は平滑で明灰色（下図2b）、枝は横に伸び（下図2a）、小枝は褐色で若いときには毛があるが、後に無毛となる。
葉は2列互生する（下図2c）。葉柄は長さ1–2センチメートル (cm)、狭い溝がある。葉身は狭卵形から長楕円形、9–23 × 4-14 cm、先端は鋭形から鋭尖形、基部は鈍形から切形（つまり次第に狭まるのではなく、急に葉柄につながる）でときに左右非相称、葉脈は羽状で側脈は7–15対、葉質は膜質から薄い紙質、葉脈上に毛がある（下図2c）。
花序は1個から数個の花からなり、腋生または短い枝の先端につき、花序柄は長さ2-5ミリメートル (mm)、苞は小さく早落性（下図3a）。花には甘い香りがあり、垂れ下がって咲き、花柄は長さ 1–5 cm、有毛、小苞がある（下図3a）。萼片は3枚、卵形で先端は鋭く尖り、長さ 5–7 mm、軟毛で覆われ、基部で合着、最初はつぼみを囲んでおり、開花時には反り返る（下図3a）。花弁は6枚、狭披針形で長さ 5-8 cm、幅 0.5-1.8 cm、線状披針形で基部はやや細く、先端は細長く尖り、また不規則に曲がりくねる（下図3a, b）。最初は緑色であり、次第に黄色に変わり、基部に紫褐色の斑紋がある。花の開花後にも花弁が成長し、成長が止まって黄色く萎える頃に匂いが強くなる。雄しべは多数、長楕円形で長さ 0.7–2 mm、葯隔先端は円錐状、花の中心にある雌しべを囲んでおり、黄色（下図3b）。雌しべは10-12個、黄緑色、有柄、長さ約 4 mm、若い時期は有毛で後に無毛、柱頭は棍棒状で互いに密着し、向軸側にU字型の溝がある（下図3b）。
1個の雌しべに由来する各果実は球形から楕円形の液果、長径 1.5-2.3 cm、黒色に熟し、長さ 1.5-2 cm の柄をもち、球状にまとまって集合果を形成する（上図3c）。種子は各果実に2-12個、およそ 9 × 6 mm、淡褐色、表面に紋様がある。染色体数は 2n = 16。

## 分布・生態
インド、東南アジアからオーストラリア北部まで自生状態で生育しているが、古くから植栽されているため、真の自生地は明らかではない。他にもアフリカや中南米、中国南部、ミクロネシアなどで植栽されており、逸出帰化していることもある。
熱帯の多雨林や雨緑林に生育している。先駆種（植生遷移における初期段階に入り込む）としての性質ももち、人家付近や路傍で見られることもある。成長も早く、1年で 2 m 以上伸びることもある。
栽培下では、高さ 9–12 m に達すると花をつけるようになる。多雨地域では、1年中花・果実をつけるが、乾期がある地域では、季節性を示す。中国では、花期は4月から8月、果期は10月から3月である。
果実は鳥やリス、コウモリ、サルに食べられ、種子散布される。

## 人間との関わり
イランイランノキは、精油や木材の利用のため、また観賞用に世界中の熱帯域で広く植栽されている。

### 精油
イランイランノキの花から得られる精油（下図4a）は、香料として広く利用されている。シャネルのN°5（下図4b）、ゲランのサムサラなどの香水に使用されており、また化粧品、石鹸、キャンドルなどにも使用される。香りはとても強く、濃厚な甘さと、スパイシーさがある。香りの成分構成には変化があるが、一般的にゲルマクレンD（17%）、酢酸ベンジル（12%）、リナロール（9%）、p-クレジルメチルエーテル（8%）、α-ファルネセン（8%）、β-カリオフィレン（5%）、安息香酸メチル（5%）、安息香酸ベンジル（5%）、酢酸ゲラニル（4%）、酢酸シンナミル（4%）、ゲラニオール、酢酸リナリル、メチルオイゲノール、アンスラニル酸メチル、ネロリドールなどからなる。品種ゲニュイナ（f. genuina）から得られたものはイランイラン油（ylang-ylang oil）、品種マクロフィラ（f. macrophylla）から得られたものはカナンガ油（cananga oil）とよばれ、後者の方がエステル類が少なくセスキテルペンが多く、価格が半分以下である。
花は早朝に摘み取られ、ふつう水蒸気蒸留によって精油が抽出される（下図4c）。長時間かけて蒸留されるが、早く溜出されるものから、エクストラグレード（特級、15%）、ファーストグレード（1級、15%）、セカンドグレード（2級、23%）、サードグレード（3級、47%）に分けられ、またファーストグレード以下はまとめてcompleteとよばれることもある。また0-30分に抽出されるスーパーエクストラ、30–60分に抽出されるエクストラ、1–6時間に抽出されるサードに分けることもある。後溜になるほどセスキテルペン類が多くなり、香気が弱くなる。一方、有機溶剤抽出法で得られた精油（アブソリュート）も、ディオールのディオリシモなどに使われている。
イランイランノキの精油は、近年ではアロマテラピーでも広く使われている。興奮、陶酔の作用、抗抑鬱作用、催淫作用があるとされる。インドネシアでは、新婚夫婦のベッドの上にイランイランの花を散らす風習がある。科学的にはリラックス作用ではなく刺激作用が確認され、香りの吸引で鬱状態が軽減される可能性がある。強い香りは悪心や頭痛を引き起こす場合がある。精油には高い皮膚感作性が認められている。化粧品・医学部外品成分の香料の中で、イランイラン油はアレルゲン陽性率が高い。
20世紀末頃に生産量が多かった地域は、中国の広東省、インドネシア、コモロ、フィジー、マダガスカルであった。

### その他

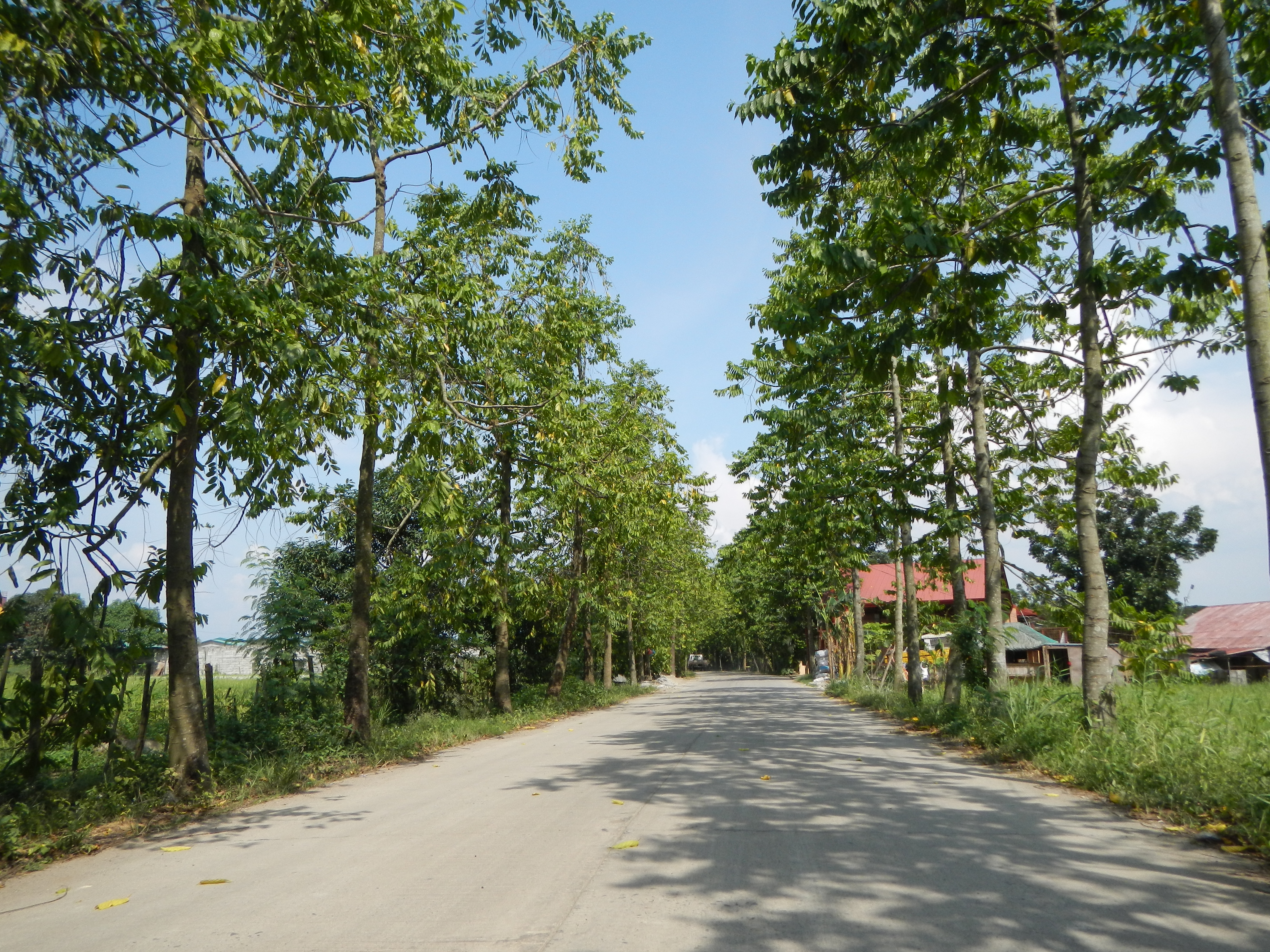
5. 街路樹として植栽されたイランイランノキ（フィリピン）

イランイランノキは木材として利用されることがあるが、耐久性は低い。スラウェシ島では、樹皮がロープとして使用されることがある。
イランイランノキは、熱帯域では街路樹や庭木として植栽される（図5）。またその生花は、伝統的な儀式や祭り、祝い事での装飾に用いられることがある。
おでき、脳痛、下痢、痛風、マラリア、眼病、リウマチの治療、駆風薬、通経薬として利用されることがある。